# Secrétaire parlementaire privé
Le secrétaire parlementaire privé (Parliamentary Private Secretary) est un ministre de rang inférieur du gouvernement britannique. Il est situé en quatrième place dans la hiérarchie ministérielle, après le secrétaire d'État (Secretary of State), le ministre d'État (Minister of State) et le sous-secrétaire d'État parlementaire (Parliamentary Under-Secretary of State).
La fonction est occupée par un membre du Parlement (MP) pour faire office de contact entre un département exécutif ministériel ou non-ministériel et la Chambre des communes ou la Chambre des lords.